# Serrastruma inquilina
Serrastruma inquilina é uma espécie de insecto da família Formicidae.
É endémica de República Democrática do Congo.